# Андреас Фелікс фон Ефель
Андреас Фелікс фон Ефель (нім. Andreas Felix von Oefele; нар. 17 травня 1705, Мюнхен — пом. 24 лютого 1780, там само) — німецький історик, придворний бібліотекар і секретар принца Баварії Клеменса Франца.
Вивчав право, історію та теологію в Інґольштадті, отримав освіту бібліотекаря в Левенському університеті (1727). Після подорожей по Голландії та Франції, 1735 року повернувся до Баварії, де став учителем принца Баварії Клеменса Франца. Був придворним секретарем і бібліотекарем. Збереглися його гербові екслібриси з девізом «Honos Erit huic quoque Luto». 1759 року Ефель став одним із засновників Баварської академії наук.